# Kilve
Kilve – wieś w Anglii, w hrabstwie Somerset, w dystrykcie (unitary authority) Somerset. Leży 54 km na południowy zachód od miasta Bristol i 218 km na zachód od Londynu. W 2001 miejscowość liczyła 397 mieszkańców.